# 3 Bośniacko-Hercegowiński Pułk Piechoty
Bośniacko-Hercegowiński Pułk Piechoty Nr 3 (niem. Bosnisch-herzegowinisches Infanterieregiment Nr. 3) – pułk piechoty cesarskiej i królewskiej Armii. 

## Historia pułku
Okręg uzupełnień – Tuzla (15 Korpus).
Pułk został utworzony 1 stycznia 1894 roku z Bośniacko-Hercegowińskich Batalionów Piechoty (Nr. 3 (utworzonego w 1885), Nr. 7 (w 1889) i Nr. 11 (1892).
Kolory pułkowe: czerwony (niem. alizarinrot), guziki złote. Skład narodowościowy w 1914 roku 94% – Chorwaci, Serbowie, 6% inni.
W latach 1903–1914 komenda pułku razem z 1., 2. i 4. batalionem stacjonowała w Budapeszcie, natomiast 3. batalion w Tuzli.
W 1914 roku pułk (bez 3. batalionu) wchodził w skład 62 Brygady Piechoty w Budapeszcie należącej do 31 Dywizji Piechoty, natomiast 3. batalion w skład 11 Brygady Górskiej należącej do 48 Dywizji Piechoty.
W czasie I wojny światowej pułk walczył na froncie wschodnim, w składzie 2 Armii, natomiast 3. batalion walczył w Serbii w składzie 6 Armii.

## Komendanci pułku
- 1900 – płk Theodor Freit. Halnhuber von Festwill
- 1903–1905 – płk Anton Schneider
- 1906–1907 – płk Karl Maric
- 1908–1910 – płk Franz Ledl
- płk Georg Komma (1911–1914[2])
- płk Johann Brenner von Flammenberg (1914)